# Sándorfi Nándor
Sándorfi Nándor (1888-ig Skrabanek, szlovákul Ferdinand Šándorfi; Bosác, 1863. március 9. – Alsólopassó, 1921. február 2.) esperes plébános, amatőr régész, Sándorfi Ede pap bátyja.

## Élete
Apja Skrabanek, később Sándorfi János tanító, anyja Zamec Mária. A gimnázium alsó 4 osztályát Trencsénben végezte, majd Nagyszombatban folytatta és Esztergomban érettségizett. Ugyanott teológiát is végzett. 
Harmadéves teológusként 1885-ben a Magyar Egyházirodalmi Iskola elnöke. 1886-ban pappá szentelték. Előbb Stomfán, majd 1887-től Szomolányban lett káplán és adminisztrátor. 1890-től plébános, majd 1891-től Alsólopassón működött. 1904-től esperes.
Érdeklődött a történelmi emlékek és a régészet iránt. Feltárt néhány bronzkori halmot és a hallstatt kori várhelyet is kutatta Szomolányban. Alsólopassón gazdag gyűjteményt halmozott fel, melyet később Jedlicska Pálnak ajándékozott. Érem- és kerámiagyűjteményét a turócszentmártoni Szlovák Muzeális Társaságnak adományozta. Kapcsolatot tartott fenn František Houdekkel, Ľudovít Vladimír Riznerrel és Andrej Kmeť-el. Gyűjteményének nagy része ma a nagyszombati Nyugat-Szlovákiai Múzeumban található.
Emlékét az alsólopassói temetőkereszt őrzi.

## Művei
- 1884 A halluzici román templom. Egyházművészeti Lapok
- 1884 Pöstyén műemlékeihez. Egyházművészeti Lapok
- 1884 Adalékok a halluzici román templom történetéhez. Egyházművészeti Lapok
- 1885 A magyarbródi domonkos-kolostor. Egyházművészeti Lapok
- 1885 Trencsén város műemlékei. Egyházművészeti Lapok
- 1885 A trencséni nyomdák története 1636-1663. Vágvölgyi Lap
- 1886 A ragyóczi XV. századi templom. Egyházművészeti Lapok
- 1886 A növendékpapok önképzésének szükségessége. Tájékozó
- 1886 Salvatori, Gyakorlati oktatások. Esztergom. (fordítás)
- 1886 Egy irtózatos jövendölés. Katholikus Hetilap
- 1886 Stomfai tűzvész. Pozsonyvidéki Lapok
- 1886 A mászti templom- és iskolaszentelés. Magyar Állam
- 1886 Budavár visszavételének emlékezete. Magyar Állam
- 1888 A szomolányi kántortanítók javadalmazása a 17. és 18. században. Regéczy Kalauz
- 1888 A régiséggyűjteményekről. Nagyszombati Hetilap
- 1889 Nagyszombat befolyása Szomolányra a XVI. században. Nagyszombati Hetilap
- 1889 Adatok a dejtei halászok történetéhez. Nagyszombati Hetilap
- 1889 A szomolányi templom. Magyar Állam
- 1889 Bikszádi tűz. Magyar Állam
- 1889-1890 A szomolányi őstelepről. Archaeologiai Értesítő
- 1889-1890 Stomfavidéki régiségek. Archaeologiai Értesítő
- 1889-1890 Egy trencséni címerről. Archaeologiai Értesítő
- 1890 A csejtei őstelepről. Archaeologiai Értesítő
- 1890 Régi anyakönyvi feljegyzések. Magyar Állam
- 1890 Nagymányai Koller család 200 éves multja Szomolányban. Pozsonyvidéki Lapok
- 1891 Egy hóhér fizetése a mult században. Nagyszombati Hetilap
- 1891 Lopassói krónika: Klimo György életrajza. Nagyszombati Hetilap
- 1891 Bücher-Katalog über eine das Eigenthum Sr. Hochw. Herrn Johann Spáda, röm. kath. Pfarrer i. P. bildende Bibliothek. Tyrnau
- 1895 Középkori sírleletről Ocskón, Nyitramegyében. Archaeologiai Értesítő XV/3, 256-259.
- 1895 Pusztaveszi őstelep Nyitravármegye. Archaeologiai Értesítő
- 1896 Szomolányi ásatások. Archaeologiai Értesítő

## Külső hivatkozások
- obecdlopasov.sk Archiválva 2021. január 7-i dátummal a Wayback Machine-ben